# Galium poiretianum
Galium poiretianum är en måreväxtart som beskrevs av John Ball. Galium poiretianum ingår i släktet måror, och familjen måreväxter. Inga underarter finns listade i Catalogue of Life.